# Maria da Graça Nunes Carrion
 Maria da Graça Nunes Carrion ComMM (Porto Alegre, Rio Grande do Sul, 29 de setembro de 1950) é uma diplomata brasileira. Foi cônsul-geral do Brasil em Buenos Aires durante o governo Lula, além de ser a primeira mulher a chefiar a representação do Brasil junto à Associação Latino-Americana de Integração (ALADI).

## Biografia

### Vida pessoal
Nasceu na cidade de Porto Alegre, filha de Lisboa Carrion e Julieta Nunes Carrion.

### Formação acadêmica
Em 1974, formou-se em Ciências Jurídicas e Sociais pela Faculdade de Direito Cândido Mendes.

### Carreira diplomática
Ingressou na Turma de 1973 do Instituto Rio Branco, tendo tomado posse no cargo de terceira secretária em 1974.
Foi inicialmente lotada na Divisão de Privilégios e Imunidades, onde trabalhou de 1974 a 1975. De 1975 a 1978, foi assistente da Divisão de Transportes e Comunicação.
Em 1978, foi promovida a segunda secretária e designada assessora Departamento Econômico, cargo que exerceu até sua remoção, em 1981, para servir na Delegação Permanente do Brasil Genebra. Em 1982, ocorreu sua promoção a primeira secretária. Em 1984, mudou-se para Montevidéu, com vistas a exercer as atribuições de primeira-secretária na Embaixada do Brasil junto ao Uruguai.
Regressou ao Brasil em 1987, tendo, inicialmente, integrado a Divisão de Política Comercial. Em 1988, ano em que se deu sua promoção a conselheira, assumiu a chefia substituta da Divisão de Produtos de Base. No ano de 1990, foi removida para servir na Embaixada do Brasil em Buenos Aires. Permaneceu no posto por cinco anos.
Retornou a Brasília em 1994, com vistas a chefiar a Divisão de Integração Regional. Deu-se nesse ano sua defesa de tese do Curso de Altos Estudos, intitulada “O Protocolo de Integração Cultural Brasil-Argentina - Perspectivas para o Mercosul”, um dos requisitos para ascensão funcional na carreira diplomática.
Em 1996, foi promovida a ministra de Segunda Classe. No ano seguinte, foi designada ministra-conselheira da Embaixada do Brasil em Santiago. Em seu regresso ao Brasil, no ano de 2000, assumiu a chefia de Gabinete da Subsecretaria-Geral de Assuntos de Integração, Econômicos e de Comércio Exterior. À época, dedicou-se à Seção Nacional Brasileira de Assuntos Relacionados à Associação Inter-Regional Mercosul-União Europeia. Foi secretária-executiva da pauta no biênio 2000-2001.
Em 2003, quando passou a chefiar o Departamento de Europa do Itamaraty, foi promovida em dezembro a ministra de primeira classe, considerado o topo da hierarquia da carreira diplomática brasileira. Em 2004, Nunes Carrion foi admitida pelo presidente Luiz Inácio Lula da Silva ao grau de Comendadora especial da Ordem do Mérito Militar. Em julho de 2005, fez parte da delegação para a 32.ª Reunião da Comissão Mista Brasil-Alemanha de Cooperação Econômica em Fortaleza.

### Cônsul-Geral do Brasil
Em outubro de 2005, Nunes Carrion foi nomeada pelo presidente Lula cônsul-Geral do Brasil em Buenos Aires. Assumiu a função até 2009, quando foi designada cônsul-geral em Santiago. Entre os anos de 2013 e 2017, chefiou a Delegação Permanente do Brasil junto à ALADI e ao MERCOSUL. Tratou-se de seu último cargo antes da aposentadoria.

## Condecorações[2]
- Ordem do Mérito Aeronáutico, Oficial (1995)
- Ordem do Mérito Militar, Comendador (2004)[1]
- Ordem do Rio Branco, Grã-Cruz (2010)